# The Frantic Four's Final Fling
The Frantic Four's Final Fling o también llamado como The Frantic Four's Final Fling - Live at the Dublin O2 es el sexto álbum en vivo de la banda británica de rock Status Quo, publicado en 2014 por Abbey Road Records para el Reino Unido y por el sello Edel para el resto de Europa. Su grabación se realizó el 29 de agosto de 2014 en el The O2 de Dublín en Irlanda, durante la segunda gira de reunión de la formación denominada the frantic four.
Se puso a la venta en doble disco compacto, doble long play y en DVD, que incluyó un pequeño documental titulado The Final Fling?. En ciertos países el DVD fue lanzado junto a un disco compacto, que contó con catorce canciones en vivo.

## Lista de canciones
| Disco uno |                                         |                           |          |  |
| N.º       | Título                                  | Escritor(es)              | Duración |  |
| 1.        | «Junior's Wailing»                      | Pugh, White               | 5:07     |  |
| 2.        | «Backwater»                             | Parfitt, Lancaster, Young | 4:30     |  |
| 3.        | «Just Take Me»                          | Parfitt, Lancaster, Young | 4:24     |  |
| 4.        | «Is There a Better Way»                 | Rossi, Lancaster          | 4:50     |  |
| 5.        | «In My Chair»                           | Rossi, Young              | 3:11     |  |
| 6.        | «Blue Eyed Lady»                        | Parfitt, Lancaster        | 5:18     |  |
| 7.        | «Little Lady»                           | Parfitt                   | 3:17     |  |
| 8.        | «Most of the Time»                      | Rossi, Young              | 3:21     |  |
| 9.        | «Rain»                                  | Parfitt                   | 5:16     |  |
| 10.       | «(April) Spring, Summer and Wednesdays» | Rossi, Young              | 4:07     |  |
| 11.       | «Railroad»                              | Rossi, Young              | 5:45     |  |
| 12.       | «Oh Baby»                               | Rossi, Parfitt            | 4:27     |  |

| Disco dos |                            |                                       |          |  |
| N.º       | Título                     | Escritor(es)                          | Duración |  |
| 1.        | «Forty-Five Hundred Times» | Rossi, Parfitt                        | 8:21     |  |
| 2.        | «Gotta Go Home»            | Lancaster                             | 1:38     |  |
| 3.        | «Big Fat Mama»             | Rossi, Parfitt                        | 5:32     |  |
| 4.        | «Down Down»                | Rossi, Young                          | 5:49     |  |
| 5.        | «Roadhouse Blues»          | Manzarek, Densmore, Morrison, Krieger | 8:31     |  |
| 6.        | «Caroline»                 | Rossi, Young                          | 4:24     |  |
| 7.        | «Bye Bye Johnny»           | Berry                                 | 5:01     |  |

## Músicos
- Francis Rossi: voz y guitarra líder
- Rick Parfitt: voz y guitarra rítmica
- Alan Lancaster: voz y bajo
- John Coghlan: batería

Músico invitado
- Bob Young: armónica en «Railroad» y «Roadhouse Blues»